# Тропеа
Тропеа (італ. Tropea, сиц. Trupea) — муніципалітет в Італії, у регіоні Калабрія,  провінція Вібо-Валентія.
Тропеа розташована на відстані близько 630 км на південний схід від Рима, 70 км на захід від Катандзаро, 16 км на захід від Вібо-Валентії.
Населення — 6559 осіб (2014).

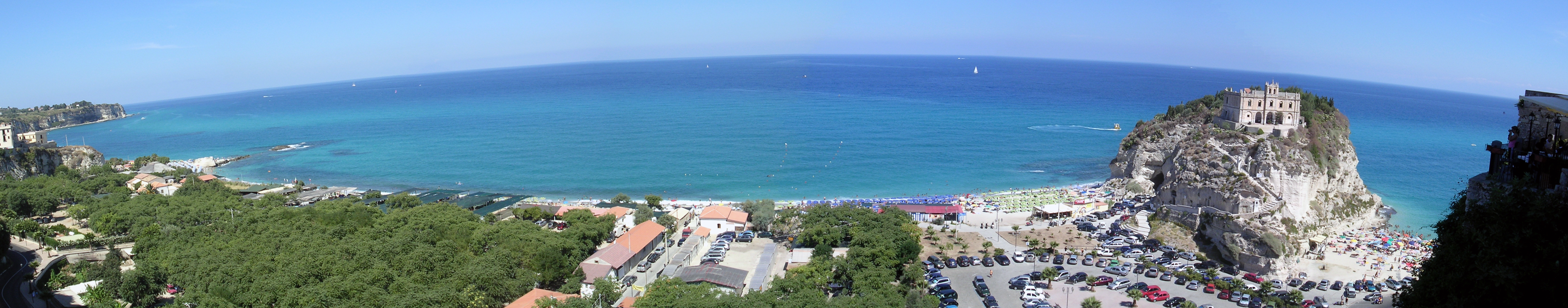

Щорічний фестиваль відбувається 27 березня. Покровитель — Santa Domenica.

## Демографія
Населення за роками:

Станом на 1 січня 2023 року в муніципалітеті офіційно проживало 320 іноземців з 39 країн, серед них 175 громадян країн Євросоюзу та 56 громадян України.

## Персоналії
- Раф Валлоне (1916 -2002) — італійський актор театру і кіно.

## Сусідні муніципалітети
- Драпія
- Паргелія
- Рикаді

## Міста-побратими
- Звенигород, Росія (2012)